# 日本ボランティアコーディネーター協会
特定非営利活動法人日本ボランティアコーディネーター協会（にほんボランティアコーディネーターきょうかい）は、特定非営利活動法人（NPO法人）の一つ。ボランティアコーディネーターを支援するためのNPO。
2001年1月27日、1994年から始まったボランティアコーディネーションを研究・研鑽する全国ボランティアコーディネーター研究集会（JVCC）の関係者たちによって設立された。2001年8月に特定非営利活動法人となった。多様な分野で活動するボランティアコーディネーターのネットワークを築き、その専門性の向上と社会的認知をすすめ、専門職としての確立を図ることを目的としている。
2004年に「ボランティアコーディネーター基本指針〜追求する価値と果たすべき役割〜」を発表している。
2009年に「ボランティアコーディネーション力検定」をスタート。ボランティアコーディネーション力３～１級及び認定ボランティアコーディネーターを輩出するシステムの運営を始めている。

## 所在地
東京都新宿区神楽坂2-13 末よしビル別館30D

## 発行書籍
- 市民社会の創造とボランティアコーディネーション
- 社会福祉協議会ボランティアセンターのためのボランティアコーディネーターマニュアル
- ボランティアコーディネーター基本指針ブックレット